# Beccariophoenix fenestralis
Espèce
Statut de conservation UICN

 CR  : 
En danger critique
Beccariophoenix fenestralis est une espèce de plante de la famille des Arecaceae. Il a été décrit comme une espèce distincte de Beccariophoenix madagascariensis en 2014  .

## Description
Beccariophoenix fenestralis est un palmier qui peut atteindre environ 10 mètres de haut .
Il diffère de B. madagascariensis lorsqu'il est un semis, par ses feuilles très larges, pour la plupart non fendues, tandis que le B. madagascariensis a des feuilles dressées entièrement divisées et très rigides lorsqu'il est jeune .

## Aire de répartition et habitat
Beccariophoenix fenestralis est connu dans un seul endroit à Brickaville, dans la région d'Atsinanana, poussant dans une forêt humide de plaine à 140 mètres d'altitude.

## Conservation et menaces
Il n'existe qu'une seule population connue de cette espèce, avec une zone d'occupation (AOO) de 4 km 2 . Il est menacé par la récolte de plantes matures et la perte d'habitat due à l'agriculture itinérante. Son habitat n'est pas protégé. Son état de conservation est évalué comme étant en danger critique d'extinction.